# Alticorpus geoffreyi
Alticorpus geoffreyi är en fiskart som beskrevs av Jos Snoeks och Rhoda Walapa 2004. Alticorpus geoffreyi ingår i släktet Alticorpus och familjen Cichlidae. Inga underarter finns listade i Catalogue of Life.